# USS Princeton (CV-37)

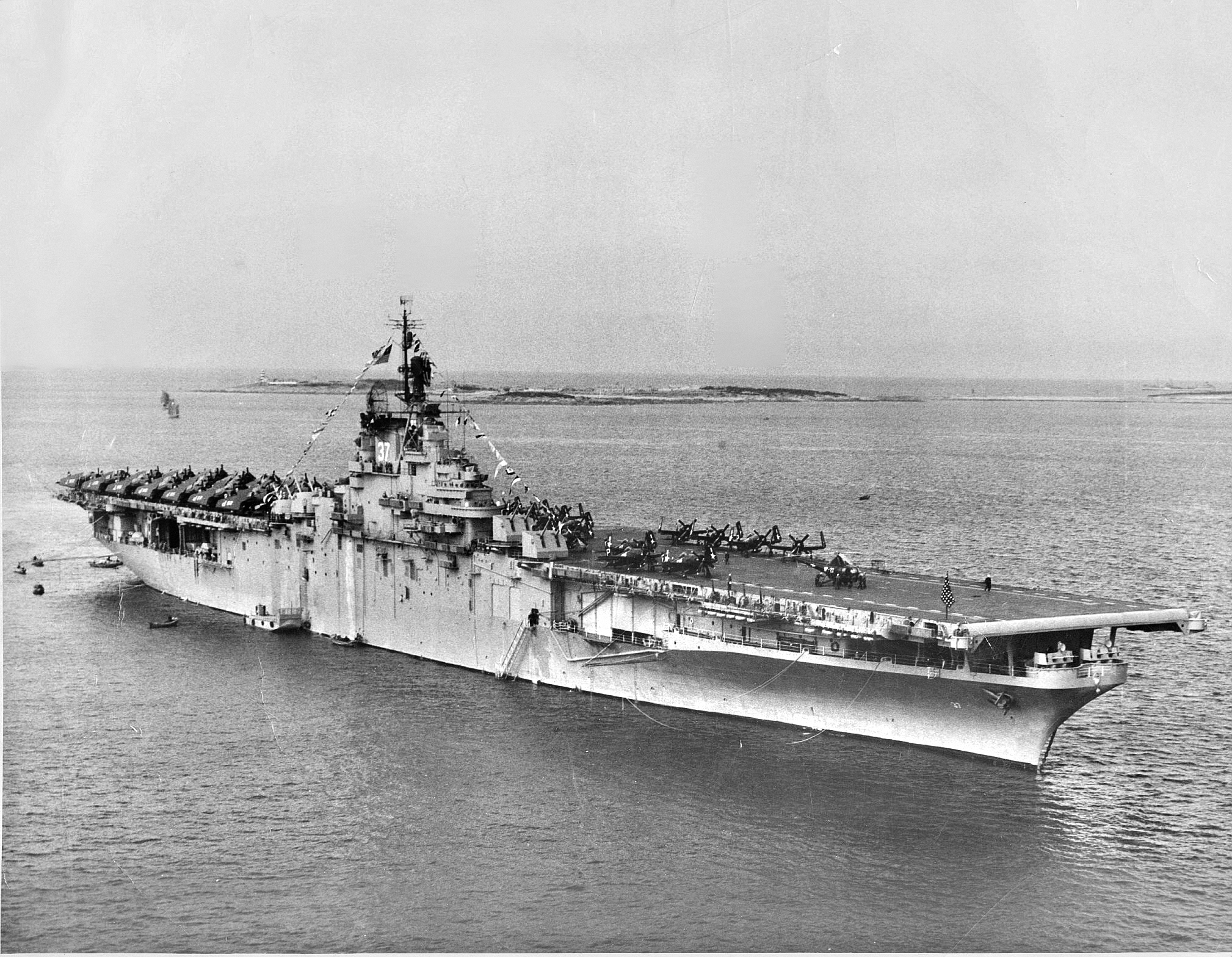
USS Princeton till ankars i Tsingtao, Kina 1948.

USS Princeton (CV/CVA/CVS-37, LPH-5) var ett av 24 hangarfartyg av Essex-klass som byggdes för amerikanska flottan under och kort efter andra världskriget. Fartyget var det femte i amerikanska flottan med det namnet, döpt efter slaget vid Princeton under amerikanska revolutionskriget. Princeton togs i tjänst i november 1945, för sent för att ha deltagit i andra världskriget.
Hon genomförde dock en omfattande tjänstgöring i Koreakriget, varefter hon mottog åtta battle stars, och Vietnamkriget. Hon omklassificerades i början av 1950-talet till ett attackhangarfartyg (CVA), sedan till ett ubåtsjakthangarfartyg (CVS) och till slut till ett amfibiskt attackfartyg (LPH) som tog helikoptrar och marinsoldater. Ett av hennes sista uppdrag var som det primära återhämtningsfartyget för rymduppdraget Apollo 10.
Till skillnad från de flesta av hennes systerfartyg genomgick hon inga större moderniseringar och behöll därmed det klassiska utseendet för ett fartyg i Essex-klassen. Hon utrangerades 1970 och såldes för skrotning 1971.